# Monte Carlo
Monte Carlo je područje u kneževini Monako i njezin neslužbeni glavni grad. Područje ima oko 30.000 stanovnika, premda je broj onih koji tu obitavaju znatno veći. Jedna je od vodećih europskih turističkih odredišta.
Monte Carlo je poznat po kazinima, Velikoj nagradi Monaka, svjetskim prvenstvima u boksu i backgammonu, modnim sadržajima i drugome. Osim kompleksa s kraja 19. stoljeća, postoji opera, baletna škola te luksuzni, glamurozni hoteli i klubovi.

## Vanjske poveznice
- Službena stranica i vodič (fr.) (engl.) (tal.) (šp.) (njem.)

### Ostali projekti
|  | Zajednički poslužitelj ima još gradiva o temi Monte Carlo |